# Optická osa
Optická osa je přímka spojující středy křivosti lomových ploch; kulových ploch při čočce, střed křivosti a vrchol u zrcadla. Při vycentrování dalekohledu optická osa objektivu i okuláru musí ležet v jedné přímce, kterou je optická osa dalekohledu.